# The man with the red tattoo
The man with the red tatoo bok av Raymond Benson från 2002. Ingår i den officiella James Bond-serien.